# Госпиталь «Британия»
«Госпиталь „Британия“» — кинофильм режиссёра Линдсея Андерсона, вышедший на экраны в 1982 году. Последняя часть трилогии о похождениях Мика Трэвиса, в которую входят также ленты «Если…» (1968) и «О, счастливчик!» (1973). Фильм участвовал в конкурсной программе Каннского и Чикагского кинофестивалей, а также получил приз зрительских симпатий на фестивале «Фантаспорто».

## Сюжет
Фильм представляет собой образец социальной сатиры. Он высмеивает социальное неравенство и традиционные привилегии британской элиты. Госпиталь «Британия» символизирует собой модель всего британского общества конца 70-х — начала 80-х годов прошлого века. Пациенты госпиталя разделены на две группы — простонародье и привилегированную элиту. В числе привилегированных пациентов — богатая наследница, бывший генерал и даже диктатор небольшой африканской страны. Для них существуют отдельные роскошные палаты, для них завозится специальная высококалорийная пища, о них проявляют особую заботу врачи, тогда как обычные пациенты содержатся в скромных, тесных комнатах и питаются простой пищей, приготовленной на кухне госпиталя.
Это вопиющее неравенство становится одной из причин забастовки технического персонала госпиталя. Госпиталь окружён высокой металлической оградой, за которой бушует огромная толпа, собравшаяся на демонстрацию протеста против социального неравенства. Организаторы демонстрации требуют выселить элитарных пациентов из госпиталя. Но у руководителей госпиталя совсем другие планы. Они готовятся к предстоящему визиту в госпиталь самой королевы Великобритании (о чём участники демонстрации ещё не догадываются). Для этого администратор госпиталя стремится утихомирить бастующих и договориться с их лидерами путём их подкупа, что ему поначалу удаётся. Пронырливый тележурналист Мик Трэвис (Малкольм Макдауэлл) с помощью медсестры незаметно проникает на территорию госпиталя, чтобы снять фильм о творящихся там безобразиях.
Между тем руководитель госпиталя профессор Миллар лихорадочно работает над тайным медицинским экспериментом, который, по его мнению, должен указать человечеству на новый способ выживания земной цивилизации. Он надеется показать результат своего эксперимента королеве Великобритании (в фильме королеву называют сокращённо HRH — Her Royal Highness, то есть ЕКВ — Её Королевское Высочество). Чтобы не вызвать подозрений бастующей толпы, ЕКВ и её свиту тайно завозят в госпиталь в машине скорой помощи, замаскировав их под пациентов. Но бастующие узнают об этом и, поняв, что их одурачили, начинают штурм ворот госпиталя, пытаясь прорваться внутрь.
Тем временем профессор Миллар (Грэм Кроуден), используя части тел умерших пациентов, выполняет сложную хирургическую операцию по собиранию в единое целое нового человеческого организма с повышенной выживаемостью (это и есть его эксперимент). Мик Трэвис, спрятавшись в одной из подсобных комнат, с ужасом снимает на плёнку убийство профессором Миллером и его коллегами одного из пациентов госпиталя, тело которого им понадобилось для завершения эксперимента. Неожиданно медики обнаруживают Трэвиса и ловят его. Профессор Миллар сразу же решает использовать голову Трэвиса для комбинированного организма. Он собственноручно отрубает голову Трэвиса и тут же пришивает её к новому организму. И вот медицинский эксперимент готов для показа ЕКВ и другим высокопоставленным гостям. Однако во время заключительного обследования комбинированного тела голова Трэвиса неожиданно отрывается, начинается страшное кровотечение, и взбесившееся безголовое тело приходится умертвить с помощью медицинского топорика.
Вскоре толпа бастующих прорывается на территорию госпиталя и врывается в зал, где должна начаться демонстрация результатов эксперимента профессора Миллара и где уже собралась вся королевская свита. Сначала полицейские пытаются остановить толпу, но профессор Миллар разрешает бастующим сесть рядом с королевой и её придворными, чтобы и они могли посмотреть на его выдающееся творение. Притихшие зрители, затаив дыхание, слушают его предварительную лекцию о судьбах человечества и о том, каким должен быть человек будущего. Затем начинается показ результатов научного эксперимента, который представляет собой совершенно шокирующий образец нового типа носителя разума.

## В ролях
- Леонард Росситер — Винсент Поттер
- Грэм Кроуден — профессор Миллар
- Малкольм Макдауэлл — Мик Трэвис
- Джоан Плаурайт — Филлис Гримшоу
- Джилл Беннетт — доктор Макмиллан
- Марша Хант — сестра Аманда Персил
- Брайан Петтифер — Байлз
- Джон Моффатт — Гревилл Фигг
- Фултон Маккей — суперинтендант Джонс
- Робин Эсквит — Бен Китинг
- Алан Бейтс — Макриди
- Марк Хэмилл — Ред
- Фрэнк Граймс — Сэмми / голос существа
- Ричард Гриффитс — Веселый Берни
- Дэнди Николс — Флорри, рабочая